# Zahrada Eden

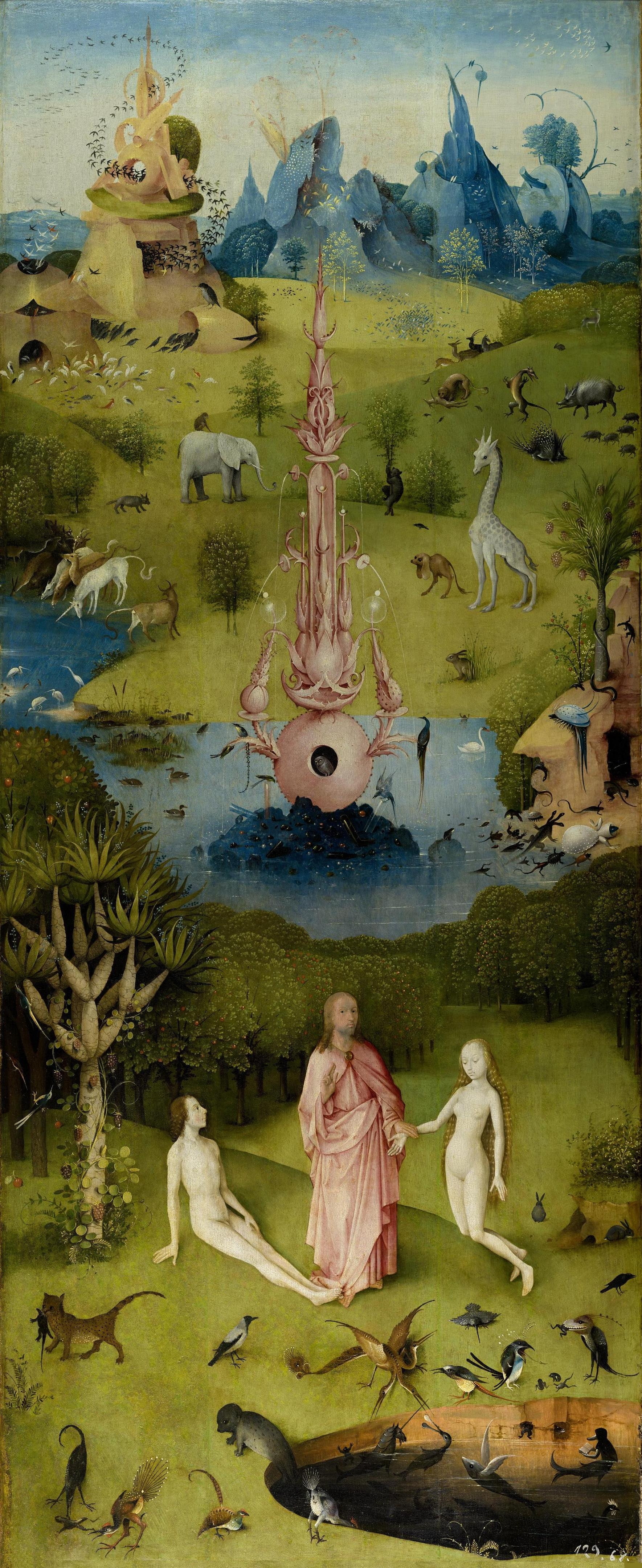
Část obrazu Zahrada pozemských rozkoší od Hieronyma Bosche

Zahrada Eden (hebrejsky גַּן עֵדֶן‎, Gan Eden, arabsky جنة عدن‎, Jannat ‘Adn), zvaná též Rajská zahrada, je místo popisované v bibli jako zahrada, ve které žili Adam a Eva od svého stvořeni Hospodinem až do svého vyhnání.

## Biblický příběh
Zahrada Eden je popsána v knize Genesis jako místo, které Bůh stvořil kdesi na východě a umístil do ní prvního člověka, Adama. Bůh z ní učinil rajský prostor, v němž rostly různé stromy, včetně Stromu života a Stromu poznání dobrého a zlého. Adamovi a Evě bylo dovoleno jíst plody všech stromů kromě plodů ze Stromu poznání, z něhož neměli jíst, protože to vedlo k poznání dobra a zla. V zahradě byl také umístěn tok řeky, který se rozdělil na čtyři hlavní řeky. Zahrada Eden byla místem, kde žil Adam v dokonalé harmonii s přírodou a Bohem. Po hříchu Adama a Evy, když jedli zakázané ovoce, byli z Edenu vyhnáni. Východní vchod do zahrady byl následně střežen cherubíny a plamenným mečem, aby se lidé nemohli vrátit a opět získat přístup ke Stromu života.

## Etymologie
Název pochází z akkadského edinnu, které je odvozeno od sumerského slova edin znamenajícího divočina nebo nebo planina, a je úzce spjato s aramejským kořenem znamenajícím úrodný nebo dobře zavlažovaný. Jiná interpretace spojuje tento název s hebrejským slovem pro potěšení.

## Poloha
Kniha Genesis neudává žádné informace o poloze zahrady, kromě toho, že se nachází "na východě" a že zahradou protéká řeka, která se dělí na čtyři toky. Rabínský překlad Efraima Sidona to popisuje následovně:
| „                 | K zavlažování prýští z Edenu proud a rozděluje se odtud ve čtyři hlavní. Jméno jednoho je Píšon, toť ten, jenž obtéká celou zemi Chavila, kde je to zlato. Zlato oné země je dobré, je tam i křišťál a onyxový kámen. Jméno druhé řeky je Gíchon, ten, jenž obtéká celou zemi Kuš. A jméno třetího je Chidekel, ten protéká východně od Ašuru, a čtvrtý proud je Frat. | “ |
| — Genesis 2:10-14 | |   |

Židovská tradice ztotožňuje řeku Chidekel s Tigrisem a Frat s Eufratem. Tento výklad uvádí například Flavius Iosephus v knize Židovské starožitnosti a dále ztotožňuje Píšon s Gangou a Gíchón s Nilem. Na rozdíl od Eufratu a Tigridu, které obě pramení v Arménské vysočině a na svých dolních tocích se stékají a vytvářejí Šatt al-Arab, Nil a Ganga s nimi nesdílí ani část toku. Řeky tak bývají chápány metaforicky, jako reprezentace čtyř světových stran nebo civilizací na těchto řekách vzniklých (Frat/Eufrat – Babylonie; Chidekl/Tigris – Asýrie; Gíchon/Nil – Egyptská civilizace; Píšon/Ganga – Indická civilizace). Čtyři řeky jsou popsány i v koránu, zde však nejsou popisovány jako skutečné řeky, ale mají podobu vody, mléka, vína a medu:
| „             | Obraz zahrady rajské, jež přislíbena byla bohabojným: v ní řeky jsou s vodou, jež nezahnívá, a řeky mléka, jehož chuť je neměnná, a řeky vína, jež rozkoší je pijícím, a řeky medu očištěného. | “ |
| — Korán 47:15 | |   |

Přesto někteří historikové a archeologové tvrdí, že zahrada Eden byla skutečné místo na zemi a existují teorie, kde se mělo nacházet.

### Perský záliv

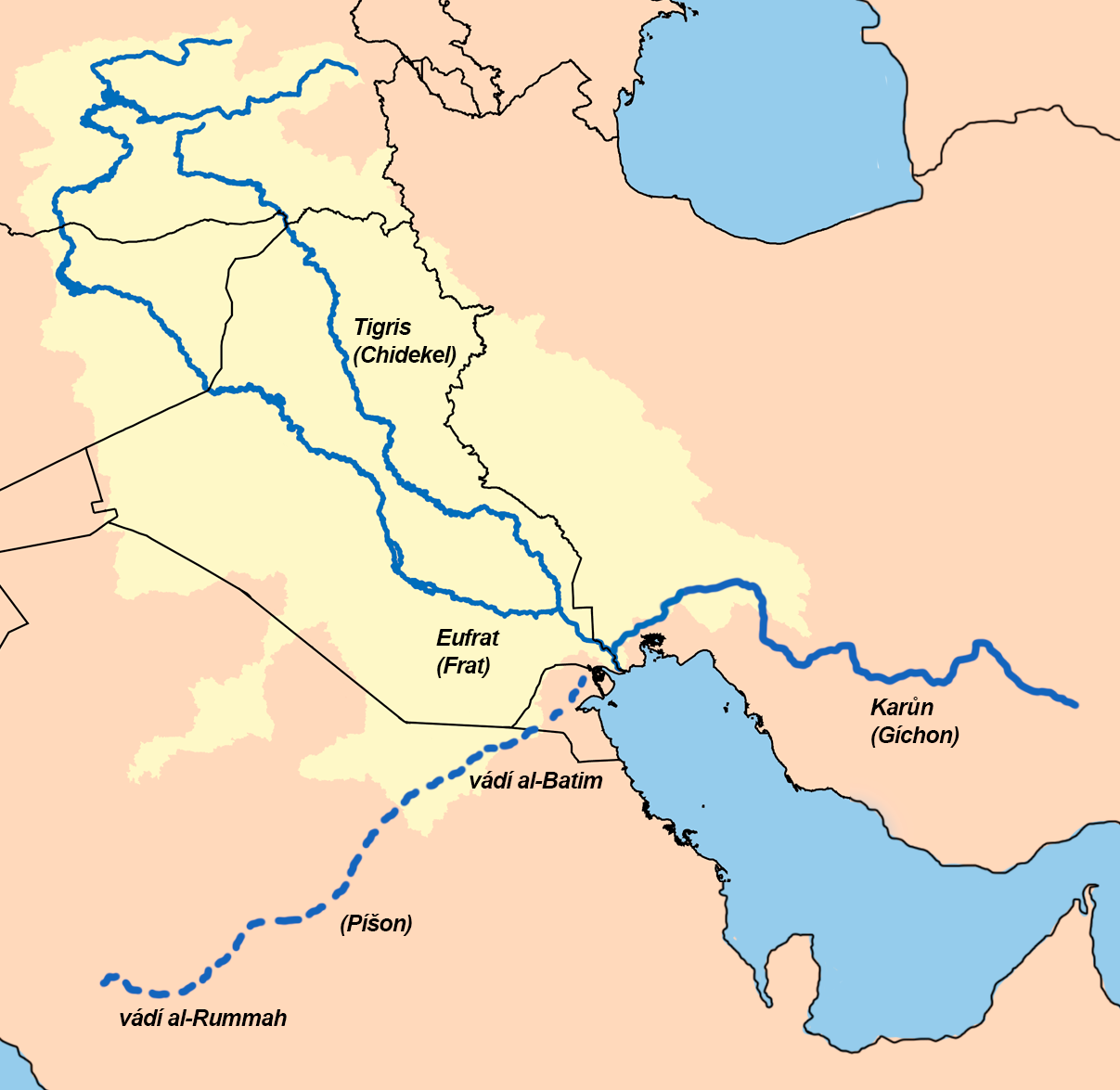
Řeky Edenu podle teorie Jurise Zarinse

Podle jedné teorie se měl Eden nacházet na dně severního cípu Perského zálivu. Protože s koncem poslední doby ledové došlo ke zvýšení hladiny oceánů o více než 100 m, došlo k zaplavení mnoha lokalit po celém světě včetně oblasti Perského zálivu. Tato událost, která je spojována s pověstí o potopě světa, měla zapříčinit to, že Eden je dnes pod mořskou hladinou v místě, kde se do moře vlévá Šatt al-Arab. Podle této teorie na rozdíl od biblického popisu netekla v Edenu jedna řeka dělící se na čtyři toky, ale naopak šlo o soutok čtyř řek nebo jejich společné ústí do moře. Gíchonem má být řeka Karún, která se vlévá do Šatt al-Arab poblíž delty. Zmínka o zemi Kuš v bibli nemá odkazovat na Etiopii, jak je tradičně chápána, ale na říši Kassitů, která ležela v dnešním Íránu. Tok Karúnu je obloukový a meandrovitý, což koresponduje s tím, že podle bible řeka danou zemi obtéká. Píšonem pak má být již vyschlá řeka, která kdysi tekla Arabským poloostrovem a pravděpodobně se vlévala do Eufratu nebo Šatt al-Arab; jejími pozůstatky jsou některá vádí (vádí al-Batim, vádí ar-Rummah). Řeka podle geologických průzkumů pravděpodobně pramenila poblíž dolu Mahd adh Dhahab, kde se od starověku těžilo zlato, což odpovídá biblickému popisu. Tuto teorii zastávají například například američtí archeologové Juris Zarins a James Sauer či židovský učenec Nahum Sarna.

### Tabríz

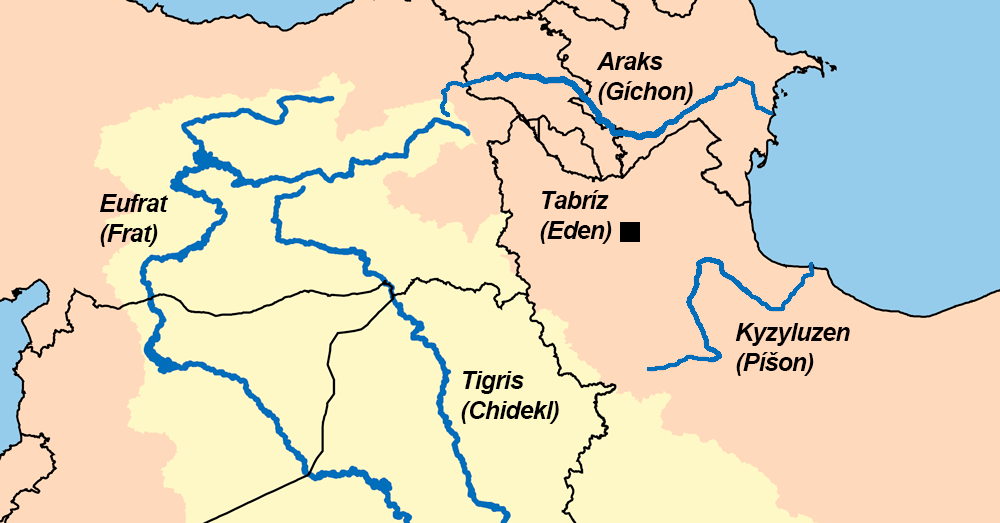
Řeky Edenu podle teorie Davida Rohla

Podle teorie zastávané britským egyptologem Davidem Rohlem se Eden nacházel v severoíránském městě Tabríz v provincii Východní Ázerbájdžán. Kromě bible Rohl vychází i z dalších památek, včetně sumerských hliněných tabulek psaných klínovým písmem, které popisují 5000 let starou cestu do Edenu. Gíchonem má být řeka Araks, Píšonem řeka Kyzyluzen; biblická zmínka o jediné řece, z níž čtyři ostatní toky vznikly, není v této teorii brána doslova, ale jako odkaz na široké území prameniště. Některé překlady bible soudí, že v původním textu byl Eden zmíněn jako zahrada obehnaná zdí, což Rohl vysvětluje tak, že Tabríz je obehnán pásmem hor.

### Egypt
Podle teorie britského spisovatele Ralpha Ellise má být Edenem Egypt. Opírá se o to, že v bibli se vysloveně mluví o jedné řece, která se dělí do více proudů; to má podle Ellise být Nil a jeho delta. Název Eden má být odvozen od boha Atona. Ve svých dalších úvahách ztotožňuje Adama a Evu s Achnatonem a Nefertiti a tvrdí, že Genesis vychází z Achnatonova Hymnu na slunce.

## Interpretace
Jako synonymum Edenské zahrady je často používáno slovo Ráj (hebrejsky פרדס‎, Pardes) nebo francouzsky Paradis ze staroíránského pairi „okolo“ a -diz „vytvořit“, tedy ohrada, zahrada.[zdroj?]
Někdy bývá Eden považován za království řízené Bohem.

## Eden v umění
Nejčastěji ztvárňované motivy zahrady Eden jsou Stvoření Evy z Adamova žebra, Had nabízející plod ze stromu poznání Evě, prvotní hřích a vyhnání z ráje. V Edenu se odehrává většina děje epické básně Ztracený ráj (John Milton). Scéna ze zahrady je vyobrazena i na stropě Sixtinské kaple (Michelangelo Buonarroti).

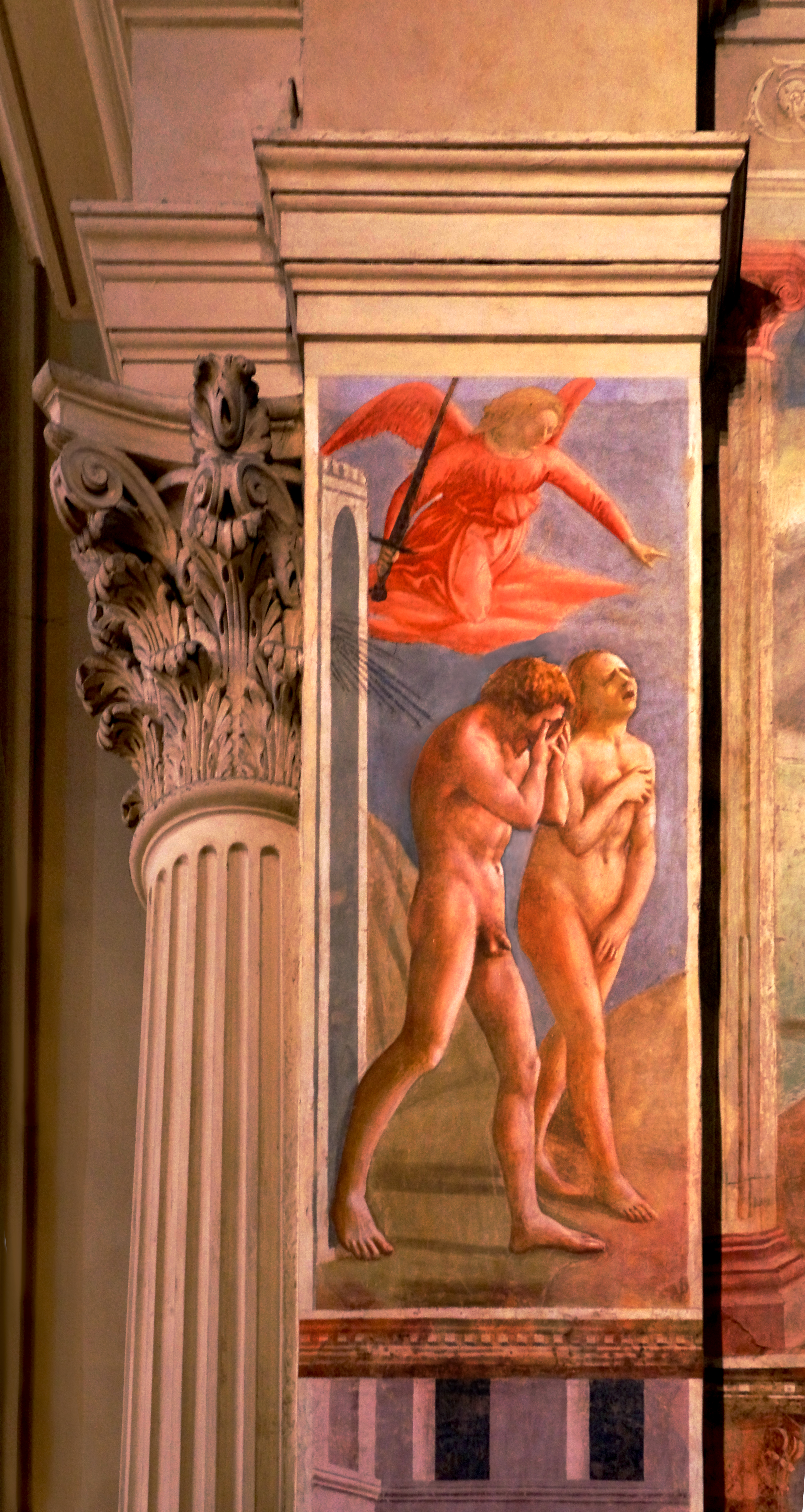
Vyhnání z ráje od Masaccia, 1425
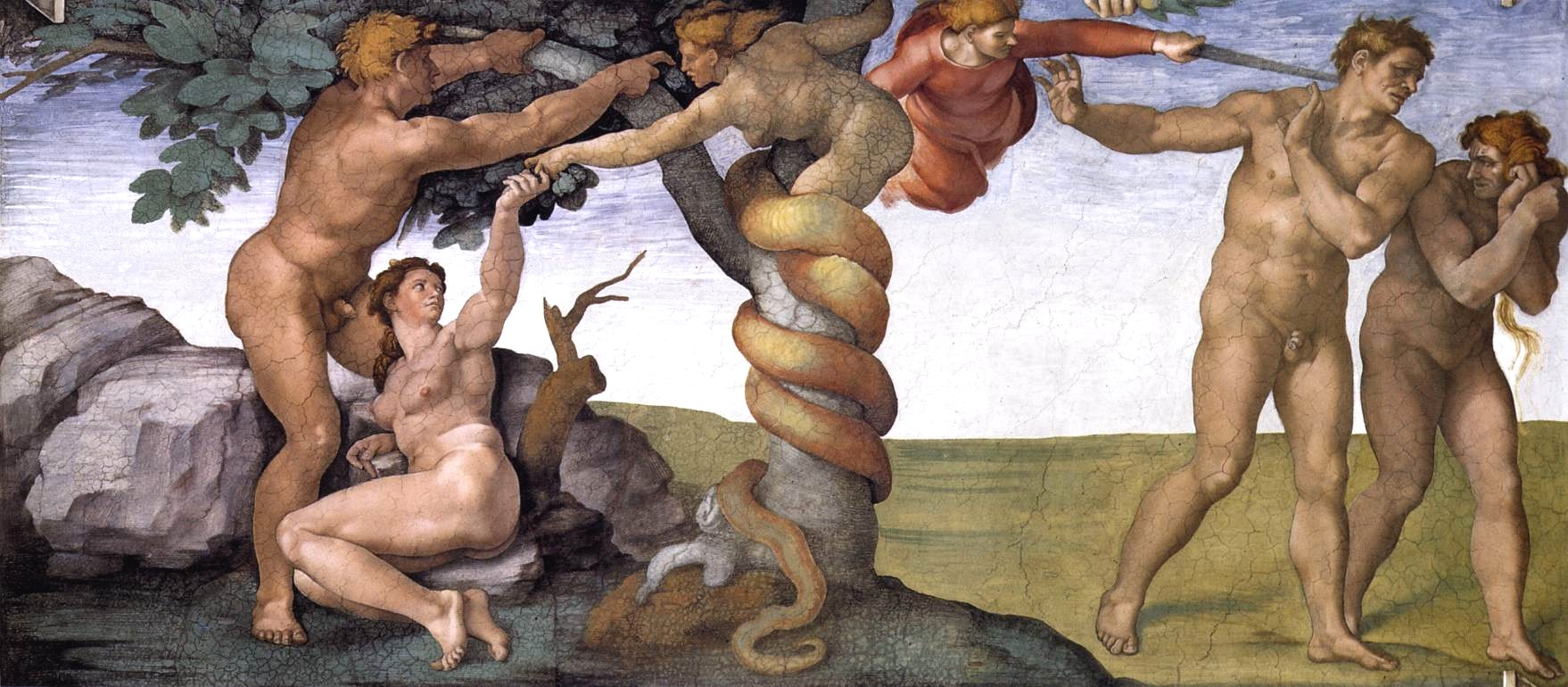
Utržení zakázaného ovoce a vyhnání z ráje od Michelangela Buonarrotiho, 1509
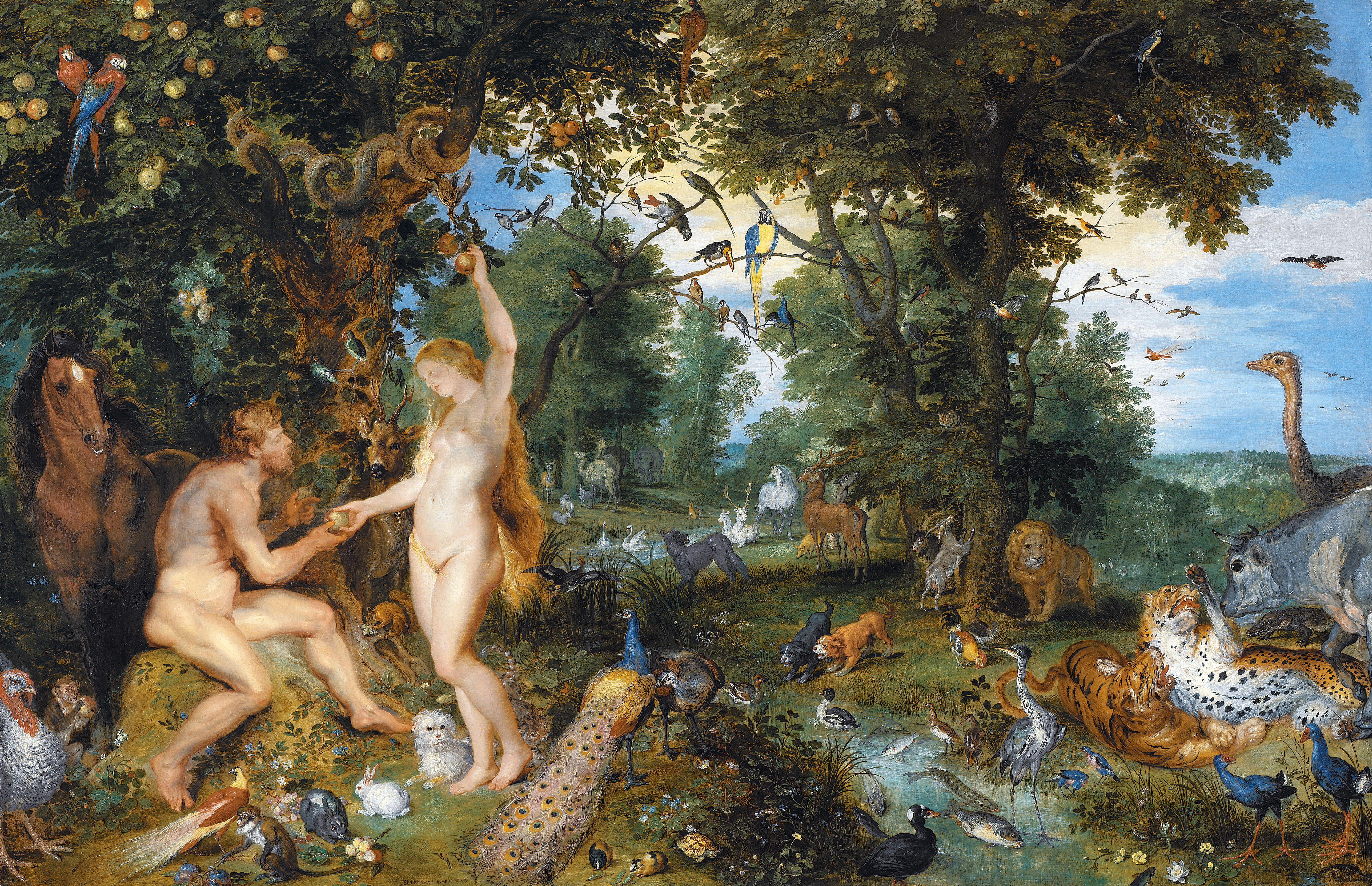
Rajské zahrady a pád člověka od Jana Brueghela staršího (fauna a flóra) a Petera Paula Rubense (postavy), 1615
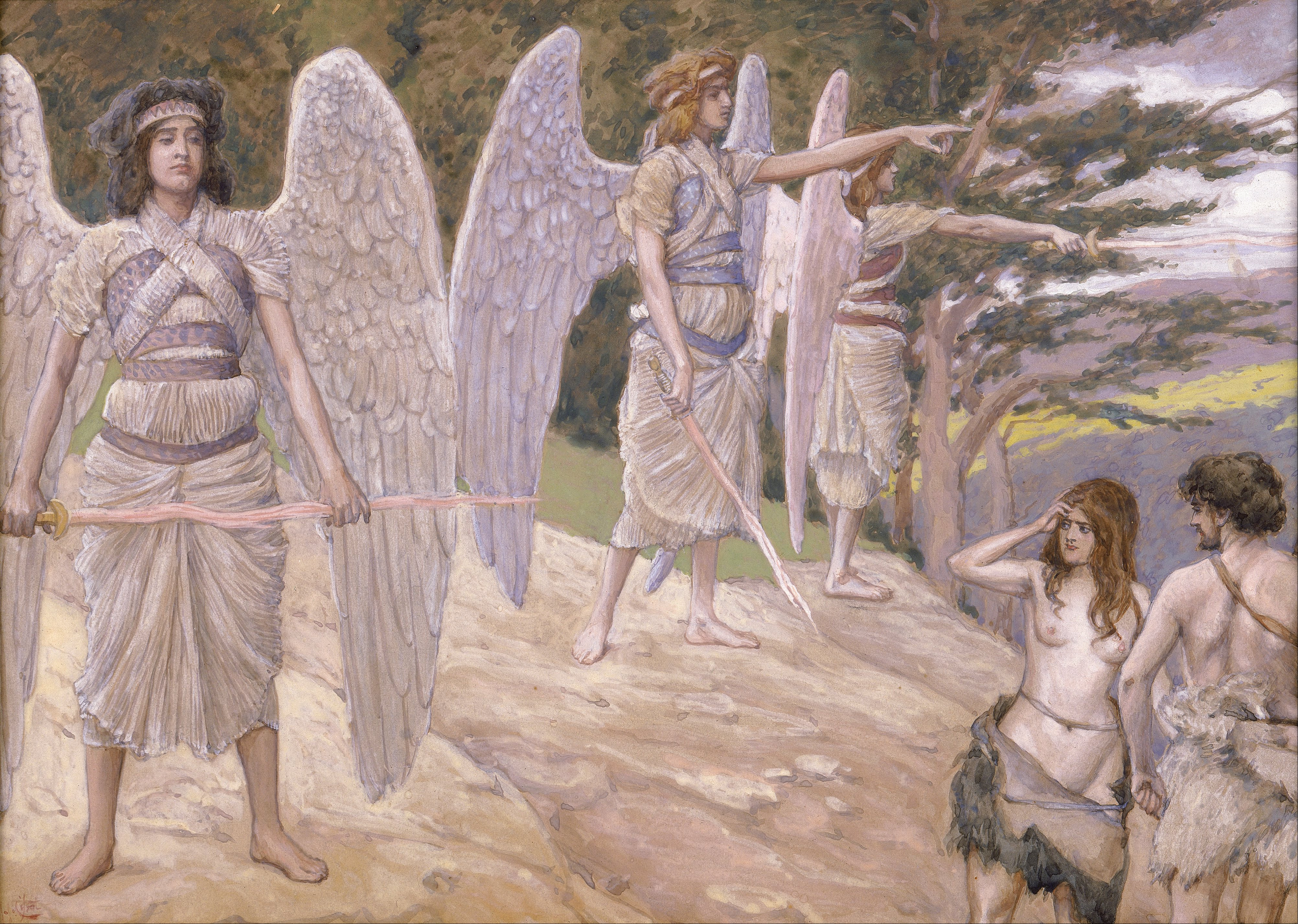
Vyhnání z ráje od Jamese Tissota, 1902